# Sant Guim de la Rabassa
Sant Guim de la Rabassa es una localidad española del municipio de Sant Guim de Freixenet, perteneciente a la provincia de Lérida, en la comunidad autónoma de Cataluña.

## Toponimia
El nombre del lugar puede encontrarse referido con las grafías San Guim de la Rabasa y Sant Guim de la Rabassa.

## Historia
Hacia mediados del siglo XIX, el lugar, por entonces perteneciente a Freixanet, tenía contabilizada una población de 29 habitantes. Aparece descrito en el decimotercer volumen del Diccionario geográfico-estadístico-histórico de España y sus posesiones de Ultramar de Pascual Madoz de la siguiente manera:

RABASA (San Guim de la): l. en la prov. de Lérida, part. jud. de Cervera, dióc de Tarragona, aud. terr. y c. g. de Cataluña (Barcelona), ayunt. de Freixanet. sit. en llano; su clima, aunque algo frio es sano. Tiene 7 casas; igl. anejo del mencionado Freixanet; y buenas aguas potables. Confina con la matriz, Rabasa, Moncell y Morós. El terreno es de mediana calidad. prod.: granos y legumbres. pobl.: 4 vec., 29 alm. riqueza imp. 14,291 rs. contr.: el 14'48 por 100 de esta riqueza.
(Madoz, 1849, p. 354)

En la actualidad pertenece al municipio de Sant Guim de Freixenet. En 2022, la entidad singular de población tenía empadronados 16 habitantes y el núcleo de población 15 habitantes.